# Stachytarpheta albiflora
Stachytarpheta albiflora là một loài thực vật có hoa trong họ Cỏ roi ngựa. Loài này được DC. ex Schauer miêu tả khoa học đầu tiên năm 1847.